# Спільна підприємницька діяльність
Спі́льна підприє́мницька (госпо́дарська) дія́льність — діяльність, що базується на співробітництві між суб'єктами господарської діяльності України та іноземними суб'єктами господарської діяльності, а також на спільному розподілі результатів і ризиків від її здійснення.
За договором про спільну діяльність згідно зі ст. 1130 ЦКУ його учасники зобов'язуються спільно діяти без створення юридичної особи для досягнення певної мети, що не суперечить закону. Спільна діяльність на підставі такого договору може здійснюватися як шляхом об'єднання вкладів учасників (просте товариство), так і без об'єднання вкладів учасників. В останньому випадку (при укладенні договору про спільну діяльність без об'єднання вкладів) кожен з учасників договору використовує свої власні основні засоби, несе власні витрати, залучає власні фінансові кошти. Тобто, по суті, реалізовує свою частину проєкту самостійно, без використання засобів і ресурсів іншого підприємства, погоджуючи з ним тільки організаційні моменти реалізації проєкту, а також розділяючи з ним прибуток пропорційно підсумкової частки участі в проєкті.

До основних переваг діяльності на підставі договору про спільну діяльність можна віднести таке:
- Не потрібно реєструвати нову юридичну особу. Просте товариство таким не є. Для реалізації спільного проєкту підприємствам достатньо підписати договір про спільну діяльність.
- У разі здійснення спільної діяльності шляхом об'єднання вкладів, такі вклади стають спільною частковою власністю їх учасників. Тобто, всі вони стають власниками того майна, яке було внесено як внесок у загальну справу. Тому вкладаючи, наприклад, гроші і / або ділові зв'язки в будівництво об'єкта на земельній ділянці, внесеній іншою стороною, особа стає співвласником цієї земельної ділянки і має право користуватися ним на рівних умовах, якщо іншого не передбачено договором.
- Можливість внесення в загальну справу не тільки майна, а й навичок, знань, здібностей і вмінь, ділових зв'язків і репутації, інформації та інших видів вкладів, щодо яких буде досягнута домовленість між сторонами.
- Гнучкість договору про просте товариство як щодо правового режиму майна, внесеного як вклад, так і щодо управління спільною діяльністю. Учасники самі можуть скасувати застосування спільної часткової власності на майно, внесене як вклад. Вони також можуть самостійно визначати його вартість, порядок утримання та відшкодування витрат, пов'язаних з таким змістом. Крім того, вони самостійно можуть встановлювати порядок ведення спільної діяльності: справи можуть вести всі учасники договору або ж тільки окремі учасники. Ніяких загальних зборів із диктатом мажоритарія, ніяких виборів правління більшістю голосів — все тільки за спільною та взаємною згодою, передбаченою договором.
- Можливість відносно швидко і безболісно припинити спільну діяльність. Для цього достатньо розірвати договір про просте товариство або, якщо договір безстроковий, відмовитися від участі в ньому, попередивши про це за три місяці до дати виходу з договору. У разі припинення договору речі, передані у спільне володіння та / або користування, повертаються учасникам, які їх надали, а інше майно (зокрема, доходи від діяльності) діляться між учасниками пропорційно до вартості їхнього внеску.